# 金石滩站
金石滩站是大连地铁3号线的地铁站，位于中华人民共和国辽宁省大连市金州区金石路与枫洋街交叉口西南侧，为3号线主线东端终点站，亦是大连地铁系统中目前最东端的车站，于2003年5月1日开通。

## 车站结构

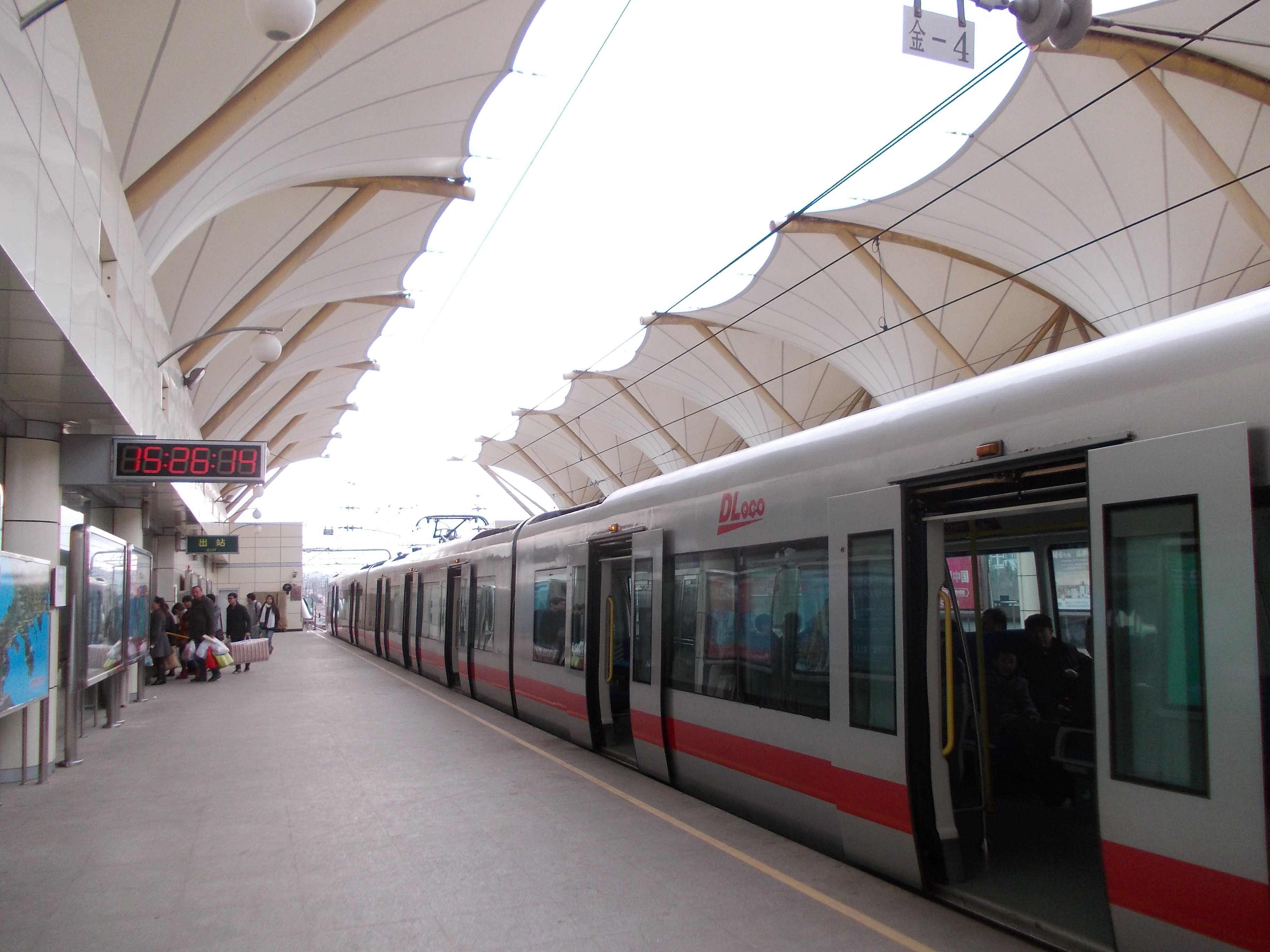
未加装站台门时的站台

金石滩站平行于金石路东西设置，为地面侧式站台车站，站厅与站台均位于地面，站台设置半高站台门。车站西侧设有交叉渡线，列车均为站前折返，日常运营仅使用南侧站台与站厅，北侧站厅及出入口长期关闭，部分列车停靠北侧站台时，乘客仍需通过地下一层换向通道至南站厅出入车站。同时，为防止上下车客流对冲，本站南侧站台的西侧设置有一个落客站台，当客流较大时，列车将先在该站台停靠，下完客后列车再行至南站台停靠上客。
| 地面                      | 站厅及站台        | \| \| \| \| 北站厅，日常不启用 \| \| \| \| \| 側式 · 日常不启用 \| \| \| \| \| \| \| \| \| █ 3号线备用站台 \| \| \| \| \| \| \| █ 3号线往大连站（小窑湾） \| \| \| \| 临时落客站台 · 开右边车门 \| 側式 · 開右邊车门 \| 側式 · 開右邊车门 \| 側式 · 開右邊车门 \| 側式 · 開右邊车门 \| 側式 · 開右邊车门 \| \| 临时出站口 \| \| \| 客服中心、自动售票机、验票机 \| \| \| |                              |                   |                   |
| 地下一层                  | 通道              | 换向通道，日常不启用 |                              |                   |                   |
|                           |                   | | 北站厅，日常不启用           |                   |                   |
|                           | 側式 · 日常不启用 | |                              |                   |                   |
|                           |                   | | █ 3号线备用站台              |                   |                   |
|                           |                   | | █ 3号线往大连站（小窑湾）    |                   |                   |
| 临时落客站台 · 开右边车门 | 側式 · 開右邊车门 | 側式 · 開右邊车门 | 側式 · 開右邊车门            | 側式 · 開右邊车门 | 側式 · 開右邊车门 |
| 临时出站口                |                   | | 客服中心、自动售票机、验票机 |                   |                   |

## 车站出口
金石滩站共设3个出口，其中A口连通北侧站厅，B口连通南侧站厅，但A口与北侧站厅日常均不开放，另车站西侧的落客专用站台南侧设有一个简易单向出站口，供该站台使用时启用，各出口及周围设施如下所示：
| 出口编号            | 照片 | 出口指示 | 建议前往的目的地                             |
| ------------------- | ---- | -------- | -------------------------------------------- |
| A · 出口            |      | 金石路   | 鲁能优山美地                                 |
| B · 出口 · （设有） |      | 枫洋街   | 金石滩商业中心广场，发现王国，金石滩旅游公司 |
| 出口                |      | 枫洋街   | 仅供出站，仅在落客站台启用时使用             |
| 图例： 设有         |      |          |                                              |

## 接驳交通

### 公交车
- 金石滩轻轨站：金石滩1路、金石滩2路、金石滩3路、金石滩4路、金石旅游环线东线、昌赫803路大数据产业园
- 鲁能胜地商业街：昌赫803路、金石滩2路

## 车站历史
- 2003年5月1日，车站随3号线一期通车开通[1]。
- 2014年8月26日，车站备用落客站台投入使用[2]。
- 2023年9月1日，车站站台半高站台门启用[3]。